# 瓦氏鱭
瓦氏鱭（学名：Coilia neglecta）為輻鰭魚綱鲱形目鳀科的其中一種，分布於印度西太平洋區，包括印度、巴基斯坦、斯里蘭卡、孟加拉、泰國、緬甸、馬來西亞、新加坡、印尼等海域，棲息深度可達50公尺，本魚從頭向尾部逐漸變細，腹部圓潤，上頷幾乎到鰓蓋，胸鰭鰭條細長，臀鰭長，並與尾鰭相連，尾鰭短小，臀鰭軟條80條，體長可達17公分，棲息在沿海、河口，可以忍受淡水，可作為食用魚。

## 擴展閱讀
維基物種上的相關：瓦氏鱭